# Calamity qui ?
Pour plus de détails, voir Fiche technique et Distribution.
Calamity qui ? est un court métrage français réalisé par Isabelle Prim et sorti en 2015.

## Synopsis
Évocation du personnage de Calamity Jane à partir d'une interview de l'actrice Christine Boisson.

## Fiche technique
- Titre : Calamity qui ?
- Réalisation :  Isabelle Prim
- Scénario : Isabelle Prim
- Photographie : Victor Zébo
- Son : Simon Apostolou et Géry Petit
- Montage : Isabelle Prim
- Musique : Géry Petit
- Production : Ecce Films
- Pays :  France
- Durée : 4 minutes
- Date de sortie : Allemagne - 9 février 2015[1]

## Distribution
- Christine Boisson

## Sélections
- Berlinale 2015 (Forum)[2]
- Festival international du cinéma indépendant IndieLisboa de Lisbonne 2015[3]
- Internationale Kurzfilmtage Oberhausen 2015
- IndieLisboa - International Independent Film Festival 2015
- FNC, Rendez-vous du Cinéma Québécois 2015